# Сода Беј (Калифорнија)
Сода Беј (енгл. Soda Bay) насељено је место без административног статуса у америчкој савезној држави Калифорнија.

## Демографија
По попису из 2010. године број становника је 1.016.
| Група             | 2000.    | 2010.       |
| Белци             | 0 (0,0%) | 777 (76,5%) |
| Афроамериканци    | 0 (0,0%) | 16 (1,6%)   |
| Азијати           | 0 (0,0%) | 12 (1,2%)   |
| Хиспаноамериканци | 0 (0,0%) | 171 (16,8%) |
| Укупно            | 0        | 1.016       |